# Малиновка (Новокузнецький район)
Мали́новка (рос. Малиновка) — село у складі Новокузнецького району Кемеровської області, Росія. Входить до складу Сосновського сільського поселення.

## Населення
Населення — 32 особи (2010; 31 у 2002).
Національний склад (станом на 2002 рік):
- росіяни — 94 %